# Anton Erber

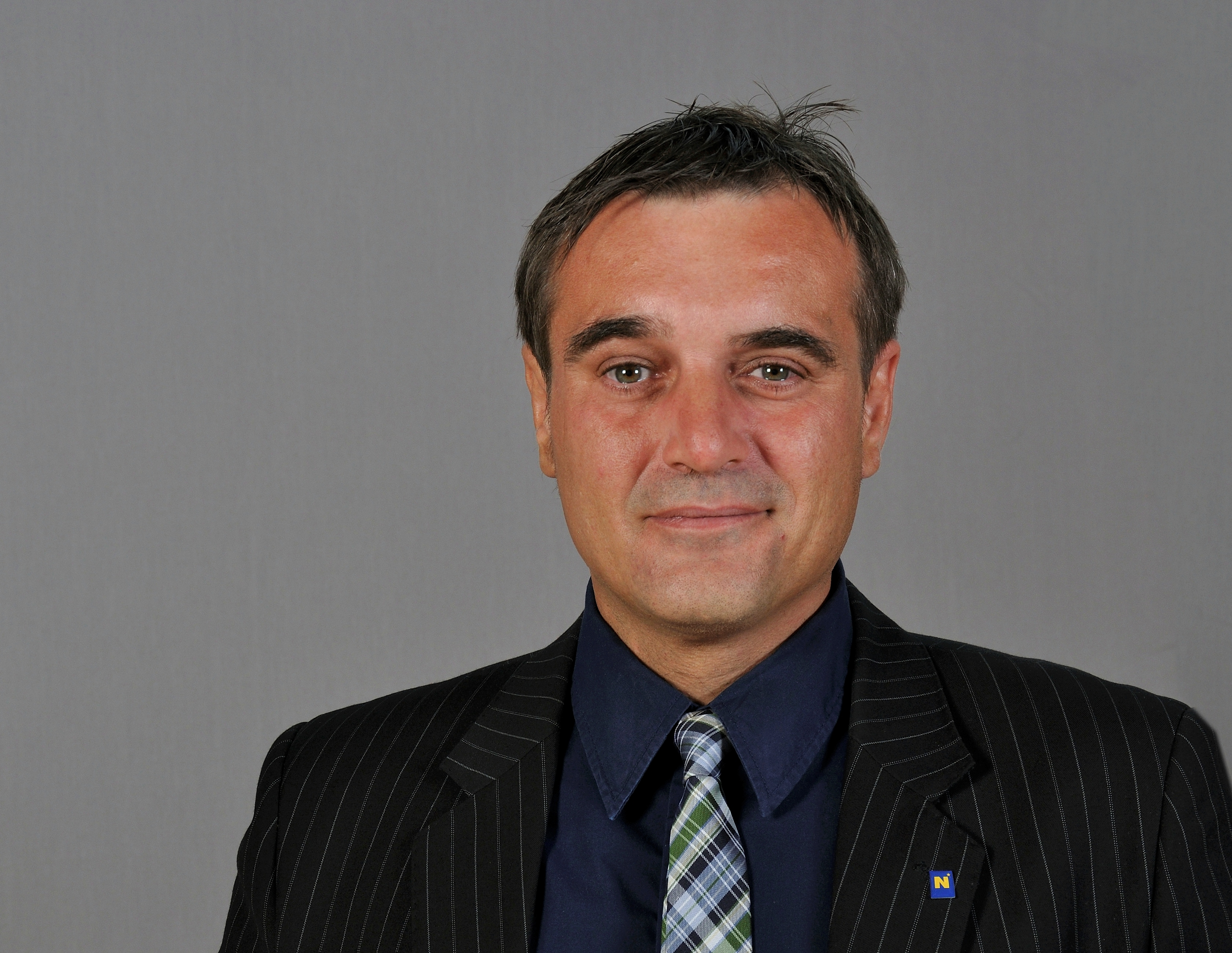
Anton Erber (2013)

Anton Erber (* 2. April 1968 in Rogatsboden) ist ein österreichischer Politiker (ÖVP). Erber ist verheiratet und seit 1998 Abgeordneter zum Landtag von Niederösterreich.

## Leben
Erber besuchte eine Schule für Fremdenverkehr, legte die Konzessionsprüfung für das Gastgewerbe ab und absolvierte ein MBA-Studium. Politisch engagierte sich Erber zunächst in der Jungen Volkspartei und war Obmann-Stellvertreter der Jungen ÖVP in Purgstall an der Erlauf. Zudem hatte er von 1989 bis 1992 das Amt des JVP Bezirksobmanns inne, zwischen 1995 und 2001 war er deren Landesobmann. Erber ist Bezirksparteiobmann der ÖVP-Scheibbs.
Seit dem 16. April 1998 ist Erber Abgeordneter der ÖVP im Niederösterreichischen Landtag. Dort gehörte er ab 2003 dem Umwelt- und dem Rechnungshof-Ausschüssen an. Seit 2018 ist er Mitglied des Sozial- und des Kulturausschusses und ist Sozialsprecher des ÖVP-Landtagsklubs. Im Juni 2023 wurde Erber als Nachfolger von Martin Schuster als Klubobmann-Stellvertreter im ÖVP-Landtagsklub designiert.

## Auszeichnungen
- 2008: Großes Silbernes Ehrenzeichen für Verdienste um die Republik Österreich[2]
- 2023: Goldenes Komturkreuz des Ehrenzeichens für Verdienste um das Bundesland Niederösterreich[3]